# Thirteenth Step
Thirteenth Step — другий студійний альбом американської групи A Perfect Circle, який був випущений 16 вересня 2003 року.

## Композиції
1. The Package - 7:40
2. Weak and Powerless - 3:15
3. The Noose - 4:53
4. Blue - 4:13
5. Vanishing - 4:51
6. A Stranger - 3:12
7. The Outsider - 4:06
8. Crimes - 2:34
9. The Nurse Who Loved Me - 4:04
10. Pet - 4:34
11. Lullaby - 2:01
12. Gravity - 5:08